# Tyrnavos
Tyrnavos (Grieks: Τύρναβος) is sedert 2011 een fusiegemeente (dimos) in de Griekse bestuurlijke regio (periferia) Thessalië.
De twee deelgemeenten (dimotiki enotita) van de fusiegemeente zijn:
- Ampelonas (Αμπελώνας)
- Tyrnavos (Τύρναβος)

## Bourani-festival
Tyrnavos is vooral bekend om zijn Bourani-festival of Fallusfestival, een fallocentrisch, van oorprong heidens vruchtbaarheidsfestival dat elk jaar in het centrum van het stadje wordt gehouden ter ere van de Oud-Griekse god Dionysos. Het carnavalsfestival herinnert aan de Dionysia, de in de klassieke oudheid populaire orgiastische feesten gewijd aan de mysteriecultus van de fallus, het symbool bij uitstek van de voortplanting, vruchtbaarheid en wedergeboorte.